# 金牛座T
金牛座T是在星座金牛座中的一顆變星，是金牛T星的原型。它是 約翰·羅素·欣德在1852年10月發現的。從地球上看，金牛座T出現在畢宿星團中，距離金牛座ε不遠，但它實際上在其後方420光年，並不是與星團一起形成的星團成員。在它西邊的星雲NGC 1555，通常被稱為欣德的變光星雲。
雖然這個系統被認為是金牛T星的原型，但它是原恒星形成的後期，是一個非常非典型的金牛T星。

## 軌道特性和質量
這個系統有三顆恆星：金牛座T N(T Tau N）、金牛座T Sa（T Tau Sa）和金牛座T Sb（T Tau Sb）。據估計，金牛座T N距離南邊的雙星約300 AU，雙星分離的距離約為7 AU，軌道週期為27.2±0.7年。金牛座T N圍繞南邊雙星的軌道約束很差，截至2020年，其週期從400年到14,000年不等。金牛座T N的質量大約是2.1 M☉，金牛座T Sa的質量估計是2.0–2.3 M☉，和金牛座T Sb的質量估計是0.4–0.5 M☉。

## 變率與光學消光
南邊的聯星主要在紅外波段可見，這可能是由於一個環繞聯星的環擋住了光（如果有任何光漏出，它的星等也會低於19.6等），而金牛座T N的吸積盤被認為幾乎垂直於我們的視線，這樣我們就可以在光學系統中看到金牛座T N。在紅外波段，南邊聯星的亮度在看似很短的時間尺度上變化很大。據認為，這種變異性是由於環聯星環中的物質不均勻，從而改變了聯星運行時通過圍繞環的光，以及由於聯星的各個組成部分在吸積物質時會燃燒起來。現時尚不清楚哪種機制對變異性貢獻最大。
截至2020年，金牛座T Sb正穿過金牛座T S環雙星環的平面，目前由於環遮光而變暗。

## 流出系統
這三顆星都被認為處於金牛T星階段。在這一階段，恒星的核心內不會經歷核融合；它的發光是由於崩塌所釋放出的餘熱。這導致金牛座T星在吸積物質的過程中，亮度在數周或數月內發生變化。恒星形成的一個重要機制是吸積形成的噴流，其功能類似於類星體或活動星系核（AGN）的噴流。這些噴流是由於吸積盤中形成的磁場而形成的，作為副作用，它們帶走了恒星多餘的角動量。如果沒有這種機制，恒星將無法吸積到0.05 M☉以上。
天文學家對金牛座T系統特別感興趣，因為它絕不是典型的金牛T星。噴流所產生的複雜流出系統我們所知甚少，尤其是它如何隨著時間的演變。據信有四條噴流，其中兩條來自金牛座T N，兩條來自金牛座T S（Sa和Sb的噴流似乎結合在一起，或者Sb沒有產生明顯的噴流）。

## 周圍的星雲

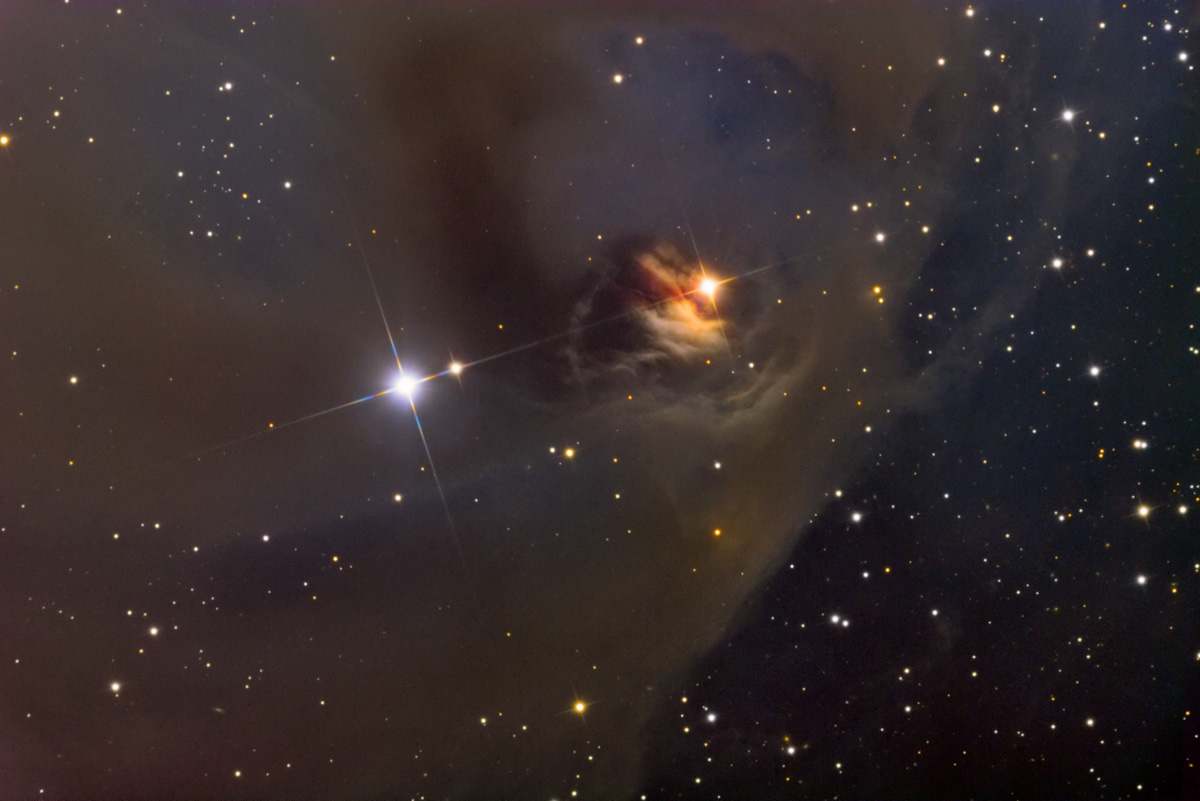
顯示反射星雲和塵埃雲的廣視場影像。創建者：亞當·布洛克/萊蒙山太空中心/亞利桑那大學。

圍繞著這個系統的是三個不同的赫比格·哈羅天體，這些是噴流與星際物質相互作用而形成的星雲斑塊。當快速移動的物質猛烈撞擊系統周圍的冷氣體和塵埃時，它們可以被認為是噴流的激波。
HH155是星雲NGC 1555，也被稱為欣德變光星雲，HH255是離恒星系統本身更近的星雲，也被稱為伯納姆星雲。HH355更接近恒星，這可能是由噴流相互作用引起的。

## 行星系統
作為年輕恒星的典型，金牛座T系統的所有三顆恒星都被由恒星相互作用的緻密光環所包圍。圍繞金牛座T N的圓盤有一個半徑約為12AU的間隙，這表明在間隙內有一個土星質量的行星在運行。
| 成員 (依恆星距離)  | 质量         | 半長軸 (AU)  | 轨道周期 (天) | 離心率       | 傾角        | 半径 |
| ------------------ | ------------ | ------------ | ------------- | ------------ | ----------- | ---- |
| 金牛座T N原行星盤  | 24+4 − AU    | 24+4 − AU    | 24+4 − AU     | 24+4 − AU    | 25.2+1.1 −° | —    |
| 金牛座T Sa原行星盤 | 3.9+0.1 − AU | 3.9+0.1 − AU | 3.9+0.1 − AU  | 3.9+0.1 − AU | 52.8+0.6 −° | —    |
| 金牛座T Sb原行星盤 | 3.2+0.3 − AU | 3.2+0.3 − AU | 3.2+0.3 − AU  | 3.2+0.3 − AU | 63.2+0.9 −° | —    |

## 斯特魯維的失落星雲
星雲NGC 1554被認為與金牛座T有關。在19世紀60年代，欣德的星雲幾乎從地球上所有天文學家，包括欣德本人的視野中消失，但當時擁有世界第三大望遠鏡的奧托·威廉·馮·斯特魯維仍然可以看到它。在1868年，斯特魯維報告了一片星雲，他認為這片星雲與辛德星雲不同；這一點得到了同時代的羅雷爾·路德威·德亞瑞司特(Heinrich Louis d'Restrip)的證實。在接下來的10-20年中，星雲逐漸從視野中消失，而欣德的星雲同時又回到了大多數天文學家的視野中。斯特魯維很可能確實觀察到了一些東西，特別是考慮到德亞瑞司特已經證實了這一點，但到2021年為止，對於造成這種現象的原因還沒有達成一致的解釋。 
金牛座T流出系統的確切動力學，特別是它的進化，人們知之甚少。在過去，噴流之間的某種相互作用可能導致了斯特魯維觀察到的現象，但至少需要更多關於金牛座T N的軌道約束以及噴流當前如何相互作用的數據，才能達成任何具體理論。

## 在流行文化中
在2014年的電子遊戲“精英：危機四伏”中，一個特色是恒星系統和周圍的星雲被設定為玩家可以參觀的地方。在遊戲中，它的距離比現實生活中的的球稍遠，並且錯誤地類比了恒星系統本身，金牛座T N由一個主序列的G型恒星表示，金牛座T S由一個類似的主序列G型恒星表示（而不是有兩顆金牛T星的聯星）。值得注意的是，該系統中有一個稱為“欣德地雷”的小星港，位於金牛座T N軌道上一個虛構的氣體巨星的環型系統中，以其與大多數其它定居系統相距甚遠而著名。

## 外部連結
- AAVSO Variable Star of the Month Profile of T Tauri （页面存档备份，存于）
- http://www.kencroswell.com/TTauri.html （页面存档备份，存于）
- http://www.spaceref.com/news/viewpr.html?pid=10340 （页面存档备份，存于）
- http://www.daviddarling.info/encyclopedia/T/T_Tauri.html （页面存档备份，存于）
- Simbad （页面存档备份，存于）